# HD106191
HD106191 — хімічно пекулярна зоря спектрального класу
F8 й має видиму зоряну величину в смузі V приблизно 10,0.